# 大空と大地の中で
「大空と大地の中で」（おおぞらとだいちのなかで）は、日本のシンガーソングライターである松山千春が、1977年6月25日に発表されたアルバム『君のために作った歌』にて収録された楽曲。

## 背景
「季節の中で」と「長い夜」に次ぐ、松山千春の代表的な楽曲であり、さだまさしの「北の国から〜遥かなる大地より〜」とともに北海道のご当地ソングとして現在でも広く愛されるスタンダードナンバーとなっている。また、新党大地のテーマ曲として提供している。
松山の出身地である足寄町の道の駅『あしょろ銀河ホール21』においては、この楽曲が場内でオンエアされている。

## リメイクヴァージョン
この楽曲は2度に渡ってリメイクされ、1998年にシングル「この世で君が一番好き」のカップリング、2006年にカバー・アルバム『再生』にそれぞれ収録されている。

## その他
日本の高校野球で北海道勢が甲子園に出場した際、応援歌として度々使用している。
2017年8月20日、新千歳空港発伊丹空港行きの便が1時間遅延し、周りの空気がピリピリしている中、突如松山が客室乗務員用のマイクを手にして「滅多にこんな事はないんです。皆さん頑張ってますから、もう少しお待ち下さい」と乗客に語りかけた後、同曲をワンコーラスであるものの、機内の中で披露した。
女優として活動している小芝風花の名前の由来となっており、この曲を聴いた小芝の母親が「世間の冷たい風に吹かれても、小さくていいからしっかりと根を張って生きてほしい」と思いを込めて命名したとサイゾーのインタビューで答えている。
1989年、胡耀邦中国共産党元総書記が死去すると、中国中央電視台文芸部の鄒友開は胡耀邦を記念して中国語の歌詞を書いて「大きな樹」（中国語: 好大一棵树）という曲になった。胡耀邦のアイデンティティの敏感性のために、この歌は現在、中国で教師を称えるのに多く使われている。

## 収録作品
- ポニーキャニオンから発売されている企画ベスト・アルバムは割愛。

| タイトル                                                        | リリース日    | レーベル                                 | 規格                    | 規格品番      | 備考 |
| --------------------------------------------------------------- | ------------- | ---------------------------------------- | ----------------------- | ------------- | --- |
| 『君のために作った歌』                                          | 1977年6月25日 | キャニオン・レコード/F-LABEL             | LP                      | FF-9003       | オリジナルヴァージョン                                                                                          |
| 『君のために作った歌』                                          | 1977年6月25日 | キャニオン・レコード/F-LABEL             | CT                      | 28P-6073      | オリジナルヴァージョン                                                                                          |
| 『「みにくいアヒルの子」オリジナル・サウンドトラック』          | 1996年5月17日 | ポニーキャニオン                         | CD                      | PCCA-00936    | フジテレビ系ドラマ『みにくいアヒルの子』のサウンドトラック オリジナルヴァージョンが収録されている。             |
| 『この世で君が一番好き』                                        | 1998年5月9日  | 日本コロムビア                           | 8cmCD                   | CODA-1521     | 1998年ヴァージョン                                                                                              |
| 『起承転結8』                                                   | 1999年4月21日 | 日本コロムビア                           | CD                      | COCP-31336/9  | 1998年ヴァージョン                                                                                              |
| 『季節の旅人〜春・夏・秋・冬〜』                                | 2001年3月31日 | 日本コロムビア                           | CD                      | COCP-30362    | 1998年ヴァージョン                                                                                              |
| 『再生』                                                        | 2006年5月31日 | コロムビアミュージックエンタテインメント | CD                      | COCP-33666/7  | 2006年ヴァージョン                                                                                              |
| 『プレミアムアルバム 旅立ち〜足寄より〜』                       | 2008年10月1日 | コロムビアミュージックエンタテインメント | CD                      | COCP-35161    | 映画『旅立ち〜足寄より〜』のサウンドトラック オリジナルヴァージョンと、1998年ヴァージョンともに収録されている。 |
| 『35th Anniversary 松山千春の世界 Chiharu Matsuyama Selection』 | 2012年1月25日 | 日本コロムビア                           | CD (初回生産限定盤)     | COCP-37188/91 | 2006年ヴァージョン                                                                                              |
| 『35th Anniversary 松山千春の世界 Chiharu Matsuyama Selection』 | 2012年1月25日 | 日本コロムビア                           | CD (通常盤)             | COCP-37192/5  | 2006年ヴァージョン                                                                                              |
| 『松山千春の系譜』                                              | 2016年4月13日 | 日本コロムビア                           | CD+DVD (初回生産限定盤) | COZP-1157/61  | オリジナルヴァージョン                                                                                          |
| 『松山千春の系譜』                                              | 2016年4月13日 | 日本コロムビア                           | CD (通常盤)             | COCP-39539/42 | オリジナルヴァージョン                                                                                          |

## カヴァー
| アーティスト     | 収録作品                                    | 発売日         | 規格品番    | 備考                                  |
| ---------------- | ------------------------------------------- | -------------- | ----------- | ------------------------------------- |
| 大橋純子         | 『Terra』                                   | 2007年7月19日  | VPCC-81568  | 夕張応援チャリティ･カヴァーアルバム。 |
| 越山元貴         | 『I'm A 北海道MAN』                         | 2013年1月23日  | VICL-63986  |                                       |
| 徳永ゆうき       | 『ゆうきのうた―故郷編―』                    | 2014年8月6日   | UPCH-20368  |                                       |
| 川野夏美         | 『フォーク・ソングス 〜唄い継ぐ、未来へ〜』 | 2015年7月8日   | CRCN-20405  |                                       |
| 翠千賀           | 『Otoko Uta』                               | 2016年6月15日  |             | 音楽配信限定                          |
| パク・ジュニョン | 『街の風景〜北海道編〜』                    | 2017年11月22日 | KICX-1044   |                                       |
| 島津亜矢         | 『SINGER 5』                                | 2018年10月17日 | TECE-3498   |                                       |
| 桑田佳祐         | 『平成三十年度! 第三回ひとり紅白歌合戦』    | 2019年6月5日   | VIZL-2100   | ライブビデオ                          |
| 桑田佳祐         | 『平成三十年度! 第三回ひとり紅白歌合戦』    | 2019年6月5日   | VIZL-2101   | ライブビデオ                          |
| 桑田佳祐         | 『平成三十年度! 第三回ひとり紅白歌合戦』    | 2019年6月5日   | VIXL-1100   | ライブビデオ                          |
| 桑田佳祐         | 『平成三十年度! 第三回ひとり紅白歌合戦』    | 2019年6月5日   | VIBL-1600/1 | ライブビデオ                          |
| 半﨑美子         | 『うた弁 COVER』                            | 2020年12月9日  | CRCP-40616  |                                       |
| 伸太郎           | 『大空と大地の中で／長い夜』                | 2020年12月16日 | RSRS-0786   |                                       |